# Fawcett Comics
Fawcett Comics — подразделение Fawcett Publication. Основной успех издательства пришёлся на золотой век комиксов в 1940-х годов. Самым популярным героем комиксов был Капитан Марвел (настоящее имя Шазам) — альтер-эго радиожурналиста Билли Бэтсона, который превращался в героя, каждый раз произнося волшебное слово «Шазам!». На тот момент Капитан Марвел превосходил по популярности Супермена. Среди других персонажей, созданных Fawcett, были Капитан Видео, Ибис Непобедимый, Человек-пуля и Девушка-пуля, Капитан Миднайт, Призрачный Орел, мистер Скарлет и Пинки и другие.
Индустрия: комиксы
Жанр: супергероика, хоррор
Дата основания: 1939 год
Прекращение существования: 1980 год
Судьба: приобретено компанией DC Comics
Штаб-квартира: США, Нью-Йорк
Родительская компания: Fawcett Publication
Также, в начале 1950-х, издательство Fawcett публиковало хоррор-комиксы: «Берегись!», «Страшные истории», «Миры страха». Другие жанры включали в себя: подростковую комедию («Отис и Бабс»), вестерны («Герои шести пушек»), военные комиксы («Солдатские комиксы»), а также комиксы по мотивам кинозвёзд (Том Микс, Лэш Ларю, Монте Хейл). Вся линейка была закрыта в 1953 году, когда издательство прекратило своё существование.